# Henri Beauclair (architecte)
 (juin 2024).
Si vous disposez d'ouvrages ou d'articles de référence ou si vous connaissez des sites web de qualité traitant du thème abordé ici, merci de compléter l'article en donnant les références utiles à sa vérifiabilité et en les liant à la section « Notes et références ».
Ne doit pas être confondu avec Henri Beauclair.
Pour les articles homonymes, voir Beauclair (homonymie).
Henri Beauclair, né le 12 août 1932 à Paris et mort le 24 septembre 2021 dans la même ville, est un architecte français.
Il est l'un des créateurs du procédé de construction industrialisée G.E.A.I. (Groupement d'études pour une architecture industrialisée), avec Marcel Lods et Paul Depondt,.

## Principales réalisations
- Chancellerie de l'Ambassade de Turquie à Paris en 1976 ;
- Résidence La Perralière à Villeurbanne en 1974 ;
- Grand Ensemble de Beauval à Meaux en 1969 ;
- Maison des sciences de l'homme à Paris en 1968 ;
- Ensemble de la Grand Mare à Rouen en 1968[5] ;
- Faculté des sciences de l'Université de Reims à Reims en 1960.
- Temple de Fontenay à Yverdon-les-Bains en 1962
- Hôtel de Ville de Fontenay-sous-Bois en 1973
- Hôtel de Ville de Montigny-le-Bretonneux
- Ville nouvelle de Val-de-Reuil[6]